# Kizia (rejon złoczowski)
Kizia (ukr. Кізя) – wieś na Ukrainie w rejonie złoczowskim obwodu lwowskiego.

## Historia
Dawniej część Korsowa w powiecie brodzkim.
Do 2020 w rejonie brodzkim. 